# Lac de Courty
Le lac de Courty (ou plan d'eau de Courty) est un lac français d'origine artificielle situé dans la plaine de la Limagne, sur la commune de Thiers dans le département du Puy-de-Dôme, en région Auvergne-Rhône-Alpes. Il est la plus grande étendue d'eau de la base de loisirs d'ILOA.

## Description
Le lac est dû à une exploitation de sable à proximité de la Dore en 1967. Le sable était alors récupéré directement dans le lit de la Dore. La sablière, avec les années a gagné plusieurs hectares et était directement alimentée par les eaux de la Dore (le lit principal de la rivière traversait la carrière).
De 1978 à 1985, des étangs sont creusés dans le même but que le lac de Courty à la proximité immédiate de celui-ci mais cette fois plus petits.
Lors de la construction de la base de loisirs d'Iloa, autrement appelée « Iloa Les Rives de Thiers », la Dore est déviée et le lit principal de la rivière est séparé de l'étendue d'eau qui devient alors un lac. En 1992, le lac a une superficie totale de 17 hectares. De 1989 à 2017, la superficie est réduite de 5 hectares à cause du sable amené par les crues de la Dore.
Lors de l'ouverture de la base de loisirs d'Iloa, deux petits ports sont construits sur les berges du lac pour le traverser d'est en ouest (les deux parties étant sur la base de loisirs). Aujourd’hui, l'envasement du lac dans sa partie sud (partie d'ILOA) rend impossible la traversée ou la navigation de bateau. Seul un curage total du lac et un entretien régulier (qui ne se fait plus depuis 2002) de celui-ci peut de nouveau rendre la navigation de bateaux possible.